# Sophie Péters
Pour les articles homonymes, voir Peters.
Sophie Péters (ou Sophie Péters van Deinse) est une journaliste française, animatrice sur Europe 1. Elle est psycho-praticienne, thérapeute systémique, consultante en entreprise (coaching) et conférencière professionnelle.

## Formation
Diplômée de l'École des hautes études en sciences de l'information et de la communication - CELSA en 1987, Sophie Péters a suivi une formation de psychanalyste à l'Institut de psychanalyse active de Paris et de psychothérapie en analyse transactionnelle à l'EAT de Paris de 2003 à 2011. Praticienne en psychologie positive au travail, formée à l'Institut français d'Appreciative Inquiry (IFAI), elle est consultante en risques psycho-sociaux et stress au travail, et coach depuis 2003. Master 2, intervention systémique et stratégique brève, Thérapie et coaching systémique, 2014-2018.

## Presse écrite
À la fin des années 1990, Sophie Péters commence sa carrière de journaliste spécialisée en entreprise en créant une chronique dans L'Usine nouvelle.
De 2003 à 2008, elle est journaliste pour le quotidien Les Échos,, et tient la chronique Marketing.
De 2008 à 2015, elle est rédactrice en chef, éditorialiste, pour La Tribune,, chargée du journal du week-end « Mieux dans mon job »,, une chronique sur la vie au travail. Ses analyses sont reprises dans des ouvrages d'études sur le management, la qualité de vie en entreprise, etc,,,,,.
De 2013 à 2016, Sophie Péters rédige une chronique hebdomadaire sur la qualité de vie au travail dans le journal Le Monde, « Le Coin du coach ».
De 2014 à 2016, elle publie un article mensuel dans la revue Psychologies Magazine.
A la rentrée 2019, Sophie Péters rejoint le magazine Version Femina pour une rubrique où elle répond au courrier des lecteurs.

## Parcours à la radio

### Europe 1
En 2008, Sophie Péters fait ses débuts d'animatrice sur Europe 1 dans l'émission de la nuit la Libre antenne en tant que remplaçante principale de la psychologue Caroline Dublanche durant les congés scolaires ou autres (avec Caroline Weill, psychanalyste). Elle écoute et conseille des auditeurs qui se confient à elle sur les sujets qui les préoccupent.
Sophie Péters est aussi régulièrement invitée dans l'émission de Roland Perez Les experts où elle s'exprime en tant que psychanalyste et spécialiste en qualité de vie au travail. Les thèmes des émissions seront : « Sommes-nous tous schizophrène, bipolaire, psychopathe ? », « Ne rien jeter : c’est grave docteur ? » ou encore Et si c'était ça le bonheur ? l’émission de Faustine Bollaert sur le thème : « Cette année au travail, ça va marcher ».
À la rentrée 2013, Sophie Péters est à l'antenne toute l'année et anime la Libre Antenne tous les vendredis, en plus des congés scolaires et autres remplacements.
À la rentrée 2015, Sophie Péters prend les commandes de la Libre Antenne toute la deuxième partie de la semaine, du vendredi au dimanche de 23 h à 1 h du matin, en alternance avec Caroline Dublanche en début de semaine, du lundi au jeudi, de 22 h 30 à 1 h du matin,. Roland Perez devient le remplaçant en titre (et parfois Caroline Weill). Elle ouvre à cette occasion une page Facebook (Libre Antenne du WE Europe 1 avec Sophie Péters) pour échanger avec les auditeurs durant la semaine et utiliser leurs réactions pour enrichir le contenu de l'émission.
Sophie Péters est régulièrement invitée dans des émissions comme Il n'y en a pas deux comme Elle, présenté par Marion Ruggiéri sur Europe 1,, ; sur le thème : « Comment survivre à sa famille ? », ou Europe Matin présentée par Thomas Sotto.
À la rentrée 2016, elle anime toujours la Libre Antenne du week-end, et rejoint l'équipe de La Famille Europe 1, animée par Helena Morna, qu'elle coanime avec Roland Perez, en semaine de 13 h 15 à 14 h.
En janvier 2017, La famille Europe 1 évolue, change de nom et d'horaire. Sophie Péters intervient régulièrement dans l'émission d'Helena Morna, Allô Europe 1 en semaine de 10 h à 12 h, aux côtés de l'avocat Roland Perez, le docteur Gérald Kierzek et Isabelle Quenin, des experts qui répondent aux auditeurs sur des questions de vie pratique, consommation, bien-être et santé,,.
En Juin 2018, Sophie Péters annonce qu'elle animera la Libre Antenne la semaine, du lundi au jeudi, à la rentrée de septembre.
A la rentrée 2019, Sophie Péters est remplacée par Olivier Delacroix pour une toute nouvelle formule de la libre antenne. A la conférence de rentrée, l'animateur s'explique sur les raisons de ce changement, la libre antenne était dans un registre trop psychologique, selon lui.
Sophie Péters assigne Europe 1 devant le Conseil des prud'hommes de Paris et demande la requalification de ses différents contrats à durée déterminée en contrat à durée indéterminée à partir de 2008, ce qu'elle obtiendra.

### BFM Radio
2011-2012 : Chroniqueuse qualité et psychologie du travail, dans l'émission Club Media RH.

## Télévision
En parallèle, elle apparaît à la télévision et coanime des émissions comme Allô docteurs sur France 5 : « La solitude, le mal du siècle », « Pervers narcissique, quand la violence est psychologique ».
Depuis les attentats de Paris du 13 novembre 2015, Sophie Péters est régulièrement invitée à la radio, et à la télévision dans des JT de France 3 pour des émissions spéciales où elle apporte des réponses psychologiques à des personnes traumatisées par la peur du terrorisme, C dans l'air sur France 5 : « 13 novembre, la France d'après ».

## Coaching et conférence
À partir de 2003, elle devient coach et consultante en entreprise. Une évolution qui lui permet d'ouvrir sa propre société en 2013. Elle anime régulièrement des débats-conférences sur la qualité de vie au travail,.
En 2011 et 2012, elle est le dimanche, sur BFM radio, chroniqueuse dans l'émission Club MédiaRH, où elle développe à l'antenne ses articles parus dans La Tribune, comme l'article « Du bon usage des prophéties autoréalisatrices ».

## Publications
- Du plaisir d'être soi, Éditions François Bourin, 2015, 184 p.  (ISBN 9791025201411)[52].
- Les Supports d'information dans l'entreprise, éditions Victoires, 2006, 95 p.
- Elle participe à l’ouvrage de Marc Welinski, Comment bien vivre la fin de ce monde, Éditions Guy Trédaniel, mars 2021.

## Sources
- Charlotte Moreau, « A qui faut-il se confier ? "Libre Antenne" : sensible », Le Parisien, no 5055,‎ 17 septembre 2015 (lire en ligne)
- Aude Dassonville, « La tête d'affiche - Sophie Péters - Europe 1 », Télérama,‎ 7 novembre 2015
- Joël Morio, « Radio : les dames de la nuit », Le Monde,‎ 15 avril 2016 (lire en ligne)